# 十年砍柴
十年砍柴（1971年—），本名李勇，湖南邵阳人，是中華人民共和國一位文史作家。

## 生平
十年砍柴1993年毕业于兰州大学中文系。毕业后來到北京国营七四四厂工作，1995年，十年砍柴通過公務員考試考進中華人民共和國司法部，1998年，十年砍柴來到中華人民共和國司法部下属的《法制日报》擔任记者。2008年，十年砍柴进入中華人民共和國教育部所属语文出版社从事出版工作。2015年，出任《财经》新媒体主笔。

## 創作
2002年起，十年砍柴在天涯论坛注册了十年砍柴的ID。2004年出版首部著作《闲看水浒：字缝里的梁山规则与江湖世界》。後來出版《晚明七十年：1573~1644，从中兴到覆亡》、《皇帝、文臣和太监：明朝政局的三角恋》、《家国与世情：晚清历史的侧影》。2009年出版《闲话红楼：大观园的后门通梁山》。2022年出版第11本著作《寻找徐传贤：从上海到北京》。